# Distrito de Chartres
El distrito de Chartres es un distrito (en francés arrondissement) de Francia, que se localiza en el departamento de Eure y Loir (en francés Eure-et-Loir), de la région de Centro-Valle de Loira. Cuenta con 11 cantones y 162 comunas.

## División territorial

### Cantones
Los cantones del distrito de Chartres son:
1. Cantón de Auneau
2. Cantón de Chartres-Nord-Est
3. Cantón de Chartres-Sud-Est
4. Cantón de Chartres-Sud-Ouest
5. Cantón de Courville-sur-Eure
6. Cantón de Illiers-Combray
7. Cantón de Janville
8. Cantón de Lucé
9. Cantón de Maintenon
10. Cantón de Mainvilliers
11. Cantón de Voves

### Comunas
| 1. Allaines-Mervilliers (28002)       | 2. Allonnes (28004)                      | 3. Amilly (28006)                     | 4. Ardelu (28009)                      |
| 5. Aunay-sous-Auneau (28013)          | 6. Auneau (28015)                        | 7. Baignolet (28020)                  | 8. Bailleau-Armenonville (28023)       |
| 9. Bailleau-l'Évêque (28022)          | 10. Bailleau-le-Pin (28021)              | 11. Barjouville (28024)               | 12. Barmainville (28025)               |
| 13. Baudreville (28026)               | 14. Beauvilliers (28032)                 | 15. Berchères-Saint-Germain (28034)   | 16. Berchères-les-Pierres (28035)      |
| 17. Billancelles (28040)              | 18. Blandainville (28041)                | 19. Bleury (28042)                    | 20. Boisville-la-Saint-Père (28047)    |
| 21. Boncé (28049)                     | 22. Bouglainval (28052)                  | 23. La Bourdinière-Saint-Loup (28048) | 24. Briconville (28060)                |
| 25. Béville-le-Comte (28039)          | 26. Cernay (28067)                       | 27. Challet (28068)                   | 28. Champhol (28070)                   |
| 29. Champseru (28073)                 | 30. La Chapelle-d'Aunainville (28074)    | 31. Charonville (28081)               | 32. Chartainvilliers (28084)           |
| 33. Chartres (28085)                  | 34. Chauffours (28095)                   | 35. Chuisnes (28099)                  | 36. Les Châtelliers-Notre-Dame (28091) |
| 37. Châtenay (28092)                  | 38. Cintray (28100)                      | 39. Clévilliers (28102)               | 40. Coltainville (28104)               |
| 41. Corancez (28107)                  | 42. Le Coudray (28110)                   | 43. Courville-sur-Eure (28116)        | 44. Dammarie (28122)                   |
| 45. Dangers (28128)                   | 46. Denonville (28129)                   | 47. Droue-sur-Drouette (28135)        | 48. Ermenonville-la-Grande (28141)     |
| 49. Ermenonville-la-Petite (28142)    | 50. Fains-la-Folie (28145)               | 51. Le Favril (28148)                 | 52. Fontaine-la-Guyon (28154)          |
| 53. Fontenay-sur-Eure (28158)         | 54. Francourville (28160)                | 55. Fresnay-l'Évêque (28164)          | 56. Fresnay-le-Comte (28162)           |
| 57. Fresnay-le-Gilmert (28163)        | 58. Fruncé (28167)                       | 59. Gallardon (28168)                 | 60. Garancières-en-Beauce (28169)      |
| 61. Gas (28172)                       | 62. Gasville-Oisème (28173)              | 63. Gellainville (28177)              | 64. Germignonville (28179)             |
| 65. Gommerville (28183)               | 66. Gouillons (28184)                    | 67. Guilleville (28189)               | 68. Le Gué-de-Longroi (28188)          |
| 69. Hanches (28191)                   | 70. Houville-la-Branche (28194)          | 71. Houx (28195)                      | 72. Illiers-Combray (28196)            |
| 73. Intréville (28197)                | 74. Janville (28199)                     | 75. Jouy (28201)                      | 76. Landelles (28203)                  |
| 77. Levainville (28208)               | 78. Levesville-la-Chenard (28210)        | 79. Louville-la-Chenard (28215)       | 80. Lucé (28218)                       |
| 81. Luisant (28220)                   | 82. Luplanté (28222)                     | 83. Lèves (28209)                     | 84. Léthuin (28207)                    |
| 85. Magny (28225)                     | 86. Maintenon (28227)                    | 87. Mainvilliers (28229)              | 88. Maisons (28230)                    |
| 89. Marchéville (28234)               | 90. Meslay-le-Grenet (28245)             | 91. Mignières (28253)                 | 92. Mittainvilliers (28254)            |
| 93. Moinville-la-Jeulin (28255)       | 94. Mondonville-Saint-Jean (28257)       | 95. Montainville (28258)              | 96. Morainville (28268)                |
| 97. Morancez (28269)                  | 98. Moutiers (28274)                     | 99. Mérouville (28243)                | 100. Méréglise (28242)                 |
| 101. Mévoisins (28249)                | 102. Neuvy-en-Beauce (28276)             | 103. Nogent-le-Phaye (28278)          | 104. Nogent-sur-Eure (28281)           |
| 105. Oinville-Saint-Liphard (28284)   | 106. Oinville-sous-Auneau (28285)        | 107. Ollé (28286)                     | 108. Orlu (28288)                      |
| 109. Orrouer (28290)                  | 110. Ouarville (28291)                   | 111. Oysonville (28294)               | 112. Pierres (28298)                   |
| 113. Poinville (28300)                | 114. Poisvilliers (28301)                | 115. Pontgouin (28302)                | 116. Prasville (28304)                 |
| 117. Prunay-le-Gillon (28309)         | 118. Le Puiset (28311)                   | 119. Pézy (28297)                     | 120. Roinville (28317)                 |
| 121. Rouvray-Saint-Denis (28319)      | 122. Rouvray-Saint-Florentin (28320)     | 123. Réclainville (28313)             | 124. Saint-Arnoult-des-Bois (28324)    |
| 125. Saint-Aubin-des-Bois (28325)     | 126. Saint-Denis-des-Puits (28333)       | 127. Saint-Georges-sur-Eure (28337)   | 128. Saint-Germain-le-Gaillard (28339) |
| 129. Saint-Luperce (28350)            | 130. Saint-Léger-des-Aubées (28344)      | 131. Saint-Martin-de-Nigelles (28352) | 132. Saint-Piat (28357)                |
| 133. Saint-Prest (28358)              | 134. Saint-Symphorien-le-Château (28361) | 135. Saint-Éman (28336)               | 136. Sainville (28363)                 |
| 137. Sandarville (28365)              | 138. Santeuil (28366)                    | 139. Santilly (28367)                 | 140. Soulaires (28379)                 |
| 141. Sours (28380)                    | 142. Theuville (28383)                   | 143. Thivars (28388)                  | 144. Toury (28391)                     |
| 145. Trancrainville (28392)           | 146. Umpeau (28397)                      | 147. Ver-lès-Chartres (28403)         | 148. Viabon (28406)                    |
| 149. Vierville (28408)                | 150. Villars (28411)                     | 151. Villeau (28412)                  | 152. Villebon (28414)                  |
| 153. Villeneuve-Saint-Nicolas (28416) | 154. Voise (28421)                       | 155. Voves (28422)                    | 156. Vérigny (28402)                   |
| 157. Yermenonville (28423)            | 158. Ymeray (28425)                      | 159. Ymonville (28426)                | 160. Écrosnes (28137)                  |
| 161. Épeautrolles (28139)             | 162. Épernon (28140)                     |                                       |                                        |